# Thomas Martin Easterly

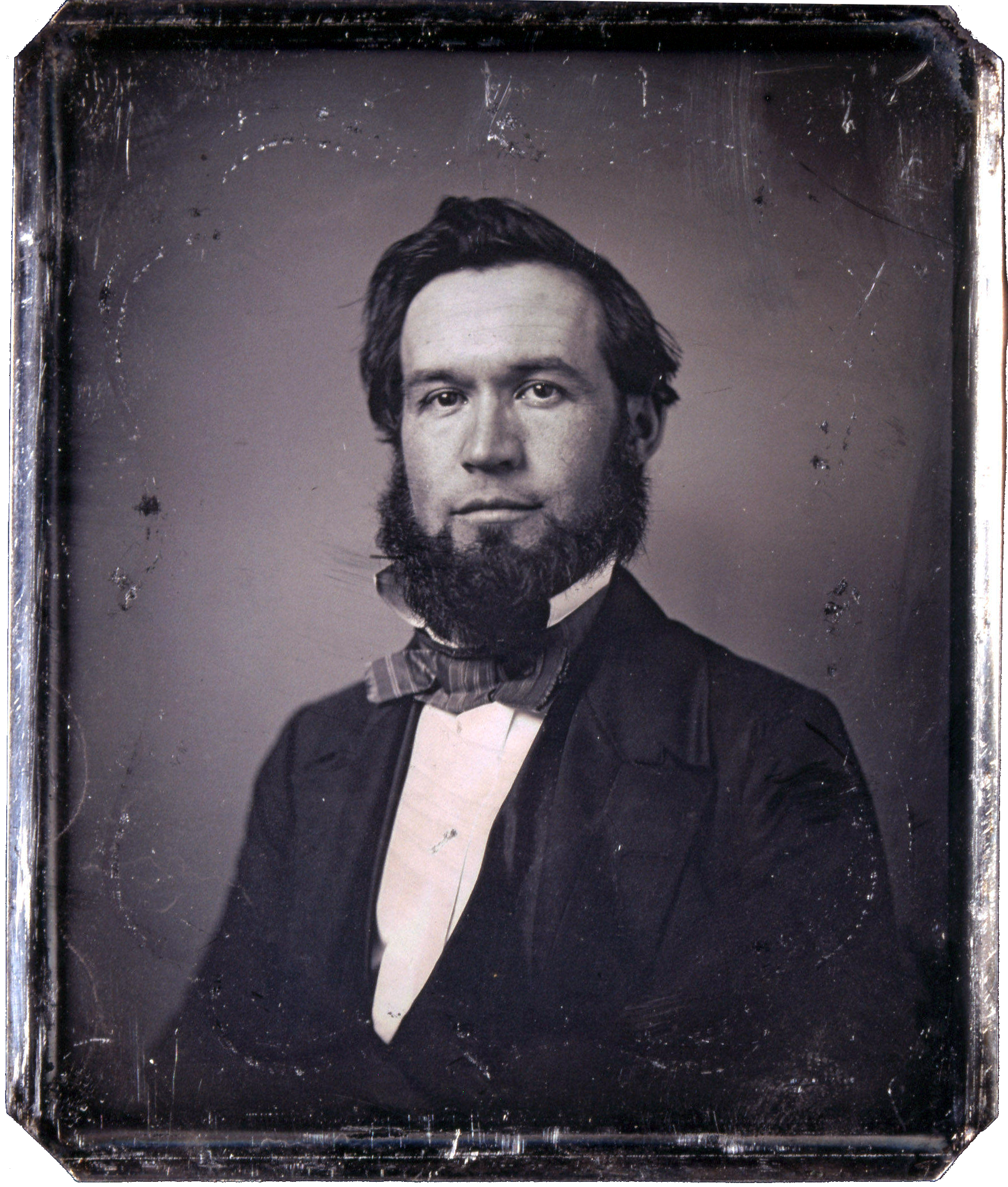
Thomas Martin Easterly: Enoch Long, asi 1855

Thomas Martin Easterly (3. října 1809 Guilford Vermont – 12. března 1882) byl americký fotograf - daguerotypista působící v 19. století. Jeden ze známějších a prominentních daguerotypistů na středozápadě Spojených států v období 50. let 19. století. Jeho ateliér se stal jedním z prvních stálých uměleckých galerií v Missouri. Ačkoli byla během jeho celého života jeho pověst omezena na Středozápad, stal se odborníkem v daguerrotypii USA od 50. let do konce 80. let 19. století.

## Životopis
Narodil se jako druhý z pěti dětí, jeho otec byl Tunis Easterly a matka Philomena Richardsonová. Údajně pocházeli z chudých poměrů, jeho otec byl farmář a švec na částečný úvazek, a žil daleko od domova až do Easterlyových 11. let.
Začal pracovat jako putovní kaligrafik a učitel krasopisu, cestoval po celém Vermontu, New Hampshire a New Yorku během 30. a 40. let. Od roku 1844 se začal věnovat fotografii, fotografoval architektonické památky a malebná místa ve Vermontu. První daguerotypie dělal o deset let dříve, než začalo být vůbec venkovní fotografování populární nebo ziskové. Příkladem jsou snímky řek Winooski a Connecticut, které byly pořízeny pod vlivem romantických krajin umělců školy Hudson River School. Byl také prvním a jediným daguerotypistou, který svou práci oynačoval pomocí vyrytých podpisů a popisných titulků.
Na podzim roku 1845 cestoval po středozápadě Spojených států okolo řeky Mississippi s Frederickem F. Webbem. Ve známost vešli jejich fotografie zločinců odsouzených z vraždy George Davenporta v říjnu téhož roku. Iowské noviny hlásily, že se Easterovi a Webbovi podařilo dosáhnout "skvělé podobnosti" mužů krátce před jejich popravou. Easterly a Webb pokračovali kolem řek na Mississippi a Missouri a zimu 1846-1847 strávili v Liberty v Missouri.
Následující jaro se jejich cesty oddělili. Easterly směřoval do St. Louis v Missouri, kde se brzy stal populárním portréty významných obyvatel a hostujících osobností, které vystavoval v dočasné galerii v Glasgow Row. Jedním z portrétovaných byl také Chief Keokuk v březnu 1847. Podařilo se mu také zachytit snímek blesku, jedna z prvních zaznamenaných "okamžitých" fotografií. Tato událost byla zmíněna v Iowa Sentinel jako „úžasný úspěch v umění“. Před návratem do Vermontu v srpnu 1847 jej St. Louis Reveille popisoval jako „bezkonkurenčního daguerotypistu“.

## Galerie

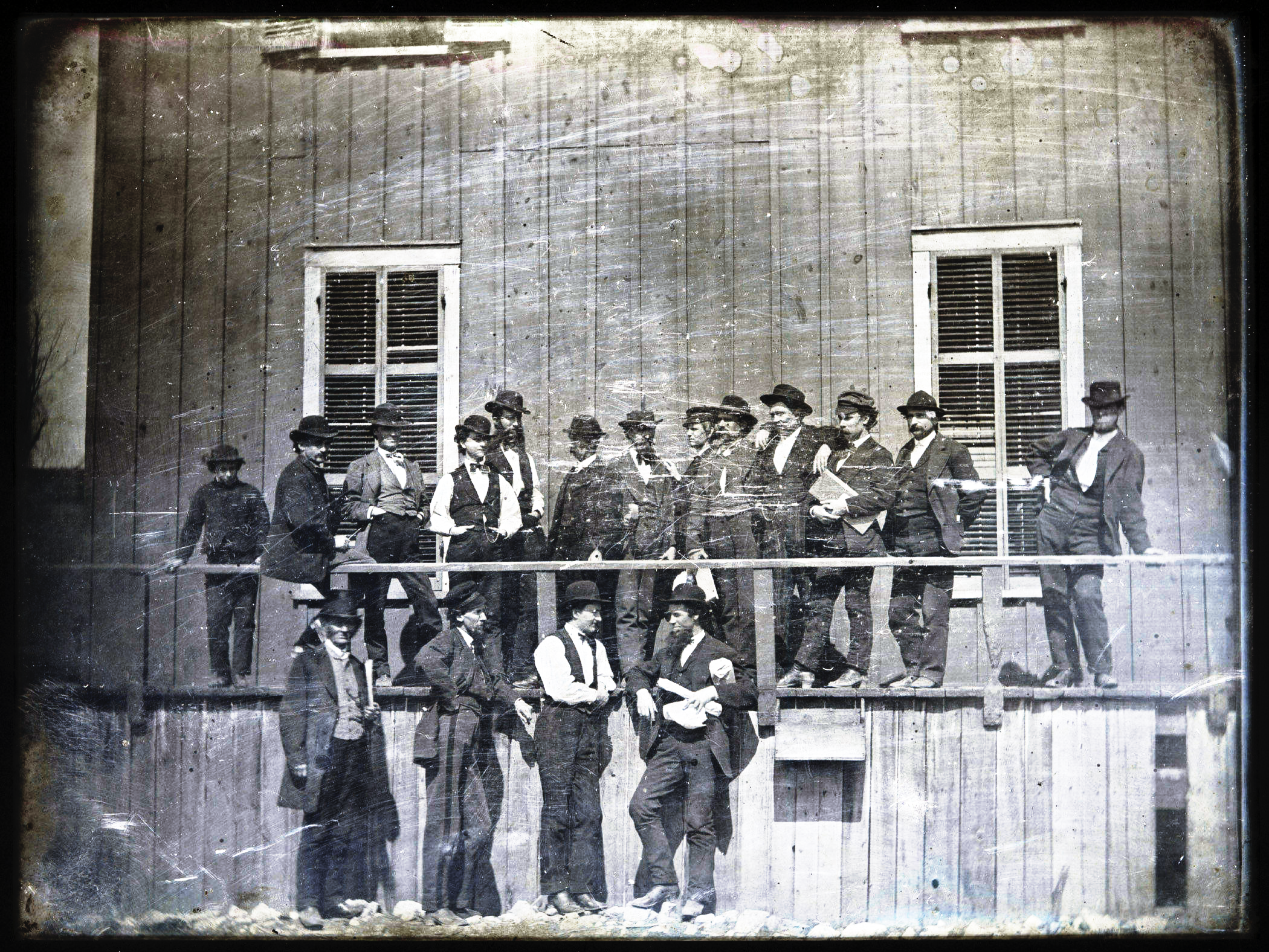
Lynchův trh s otroky , 1852
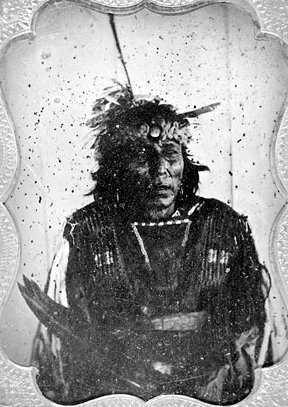
Mea-to-sa-bi-tchi-a (Smutty Bear), muž z kmene Siouxů, 1857
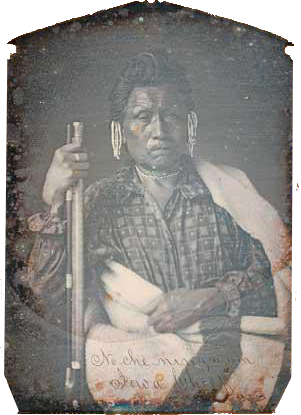
No-Che-Ninga-An, 1845
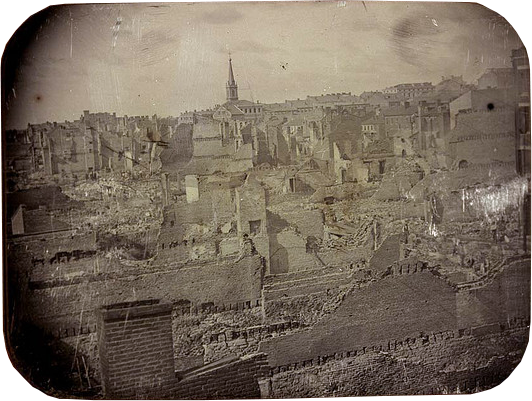
Trosky po požáru v St. Louis, 1849